# Стрєлков Ігор Сергійович
Ігор Стрєлков (рос. И́горь Серге́евич Стрелко́в; нар. 6 серпня 1983, Тольятті, СРСР) — російський футболіст, нападник. Майстер спорту Росії.

## Клубна кар'єра
Вихованець футбольної школи тольяттинскої «Лади», в якій займався з 9-ти років. Там же розпочав і професійну кар'єру в 1998 році, виступав за «Ладу» до 2000 року, провівши за цей час понад 25 матчів в лізі, в яких забив понад 6 м'ячів, і 5 матчів у Кубку Росії, в яких забив 1 м'яч.
У листопаді 2000 року підписав 5-річний контракт з донецьким «Шахтарем», в складі якого дебютував в 2001 році в матчі проти «Кривбасу», усього в тому сезоні зіграв 4 матчі, в яких забив 1 гол і став, разом з командою, віце-чемпіоном України. Однак, в основному складі так і не закріпився, якийсь час виступав за фарм-клуб «гірників», а в серпні 2002 року перейшов на правах оренди в рідну «Ладу», за яку зіграв у тому році 13 матчів в лізі і забив 1 гол у Кубку.
З 2003 по 2004 рік виступав у складі махачкалінській «Анжі», за який зіграв 54 матчі в лізі, в яких забив 10 м'ячів, і 3 матчі в Кубку, після чого, в 2005 році, знову повернувся в «Ладу», де й відіграв сезон, провівши 34 матчі в лізі, в яких забив 22 м'ячі, і 2 матчі у Кубку Росії.
У 2006 році перейшов у «Кубань», за яку провів в тому сезоні 36 матчів, забив 12 м'ячів і став разом з командою срібним призером Першого дивізіону Росії, завоювавши право грати на майбутній рік у Вищому дивізіоні. У 2007 році зіграв за «Кубань» 7 матчів у Прем'єр-лізі і 4 матчі за дублюючий склад, після чого в липні перейшов у владивостокський клуб «Промінь-Енергія», з яким підписав трирічний контракт. У складі «Луча» дебютував 28 липня в матчі проти московського «Спартака», а першим голом відзначився 11 серпня у воротах санкт-петербурзького «Зеніту». Усього за «Луч» зіграв 13 матчів, в яких забив 5 м'ячів. Взимку у Стрєлкова відбувся конфлікт з керівництвом «Променя», і в результаті він перейшов до Томська, де й розпочав сезон 2008 року в місцевій «Томі», з якою уклав трирічний контракт. У складі «Томі» дебютував 16 березня в матчі проти московського «Динамо», а 3 травня вперше відзначився, забивши відразу 2 м'ячі в ворота «Терека». Усього за «Том» зіграв 10 матчів у лізі, в яких забив 3 м'ячі, і 1 матч у Кубку, після чого 16 червня був відзаявлений, і в тому ж місяці підписав трирічний контракт з клубом «Москва». 13 липня дебютував у складі нової команди, усього до кінця сезону провів 11 матчів за основний склад «Москви» і 2 матчі за молодіжний, а також, окрім цього, зіграв у 3-ох поєдинках і забив 1 м'яч у матчах попереднього етапу Кубку УЄФА.
26 листопада 2009 року Стрєлкову присвоєно звання Майстер спорту Росії. Після розформування «Москви» напередодні чемпіонату-2010 на правах вільного агента перейшов у самарські «Крила Рад».
14 квітня 2010 року потрапив на таксі в ДТП, отримав перелом лицьової кістки, наступного дня був успішно прооперований. Тренування з основним складом відновив 10 червня 2010 року.
Наприкінці липня 2010 року на правах оренди до кінця сезону перейшов у «Анжі». Після повернення оренди тренерський штаб «Крил Рад» і футболіст 23 січня 2011 року досягли домовленості про розірвання контракту. 13 липня 2011 року повернувся до «Луча-Енергії».

## Кар'єра у збірній
Виступав у складі юнацьких збірних Росії різних вікових категорій.

## Досягнення
- Вища ліга чемпіонату України
  -  Срібний призер (1): 2000/01

- Першість Футбольної Національної Ліги
  -  Срібний призер (1): 2006

- Другий дивізіон Росії
  -  Чемпіон (1): 1999 (зона «Поволжя»)
  -  Срібний призер (1): (зона «Урал-Поволжя»)

## Особисте життя
Одружений, має дитину.